# Herpetacanthus parvispica
Herpetacanthus parvispica är en akantusväxtart som beskrevs av Indriunas och Kameyama. Herpetacanthus parvispica ingår i släktet Herpetacanthus och familjen akantusväxter. Inga underarter finns listade i Catalogue of Life.